# نبردناو سن لوئیس
نبردناو سن لوئیس (به انگلیسی: French battleship Saint Louis) یک کشتی بود که طول آن ۱۱۷٫۷ متر (۳۸۶ فوت ۲ اینچ) بود. این کشتی در سال ۱۸۹۶ ساخته شد.